# Laillé
Laillé är en kommun i departementet Ille-et-Vilaine i regionen Bretagne i nordvästra Frankrike. Kommunen ligger i kantonen Guichen som tillhör arrondissementet Redon. År 2022 hade Laillé 5 154 invånare.

## Befolkningsutveckling
Antalet invånare i kommunen Laillé
Referens:INSEE